# Еоху Фіадмуйне
Еоху Фіадмуйне — (ірл. — Eochu Fíadmuine)  —  верховний король Ірландії (за середньовічною ірландською історичною традицією). Час правління: 621 — 616 до н. е. (згідно «Історії Ірландії» Джеффрі Кітінга) або 844 — 839 до н. е. (згідно хроніки Чотирьох Майстрів). Співправитель свого чи то рідного, чи то названого, чи то зведеного брата - Конайнга Бекеклаха (ірл. - Conaing Bececlach). Брати прийшли до влади після вбивства свого попередника – верховного короля Ірландії Еоху Вайрхеса. Після захоплення влади брати розділили Ірландію навпіл – Еоху Фіадмуйне правив південною частиною Ірландії, а Конайнг Бекеклах – північною частиною. Походження цих братів неясне - «Книга захоплень Ірландії»  повідомляє, що вони були синами Конгала (ірл. – Congal), що був сином Лугайда Кала (ірл. - Lugaid Cal) з Корку. Але в тому ж джерелі одночасно повідомляється, що Еоху Фіадмуйне був сином Конгала, а Конайнг Бекеклах був сином Дуї Темраха (ірл. - Dui Temrach), що був сином Муйредаха Болграха (ірл. - Muiredach Bolgrach), але мати його була одночасно матір'ю Еоху Вайрхеса. Джеффрі кітінг пише, що обидва вони були синами Дуї Темраха. Чотири Майстри повідомляють, що обидва брати були синами Конгала Косраха (ірл. - Congal Coscarach), що був сином Дуї Темраха. Після 5 років спільного правління Еоху Фіадмуйне був вбитий сином Еоху Вайрхеса – Лугайдом Ламбергом (ірл. - Lugaid Lámderg). Згідно «Книги Захоплень Ірландії» Лугайд Ламберг захопив владу на півдні Ірландії, північною частиною продовжував правити Конайнг Бекеклах. Чотири Майстри повідомляють, що Лугайд Ламберг захопив повний контроль над усією Ірландією. «Книга захоплень Ірландії» синхронізує його правління з часом правління царя Артаксеркса I (465–424 до н. е.) в Персії, що дуже сумнівно.